# Dolní Brusnice

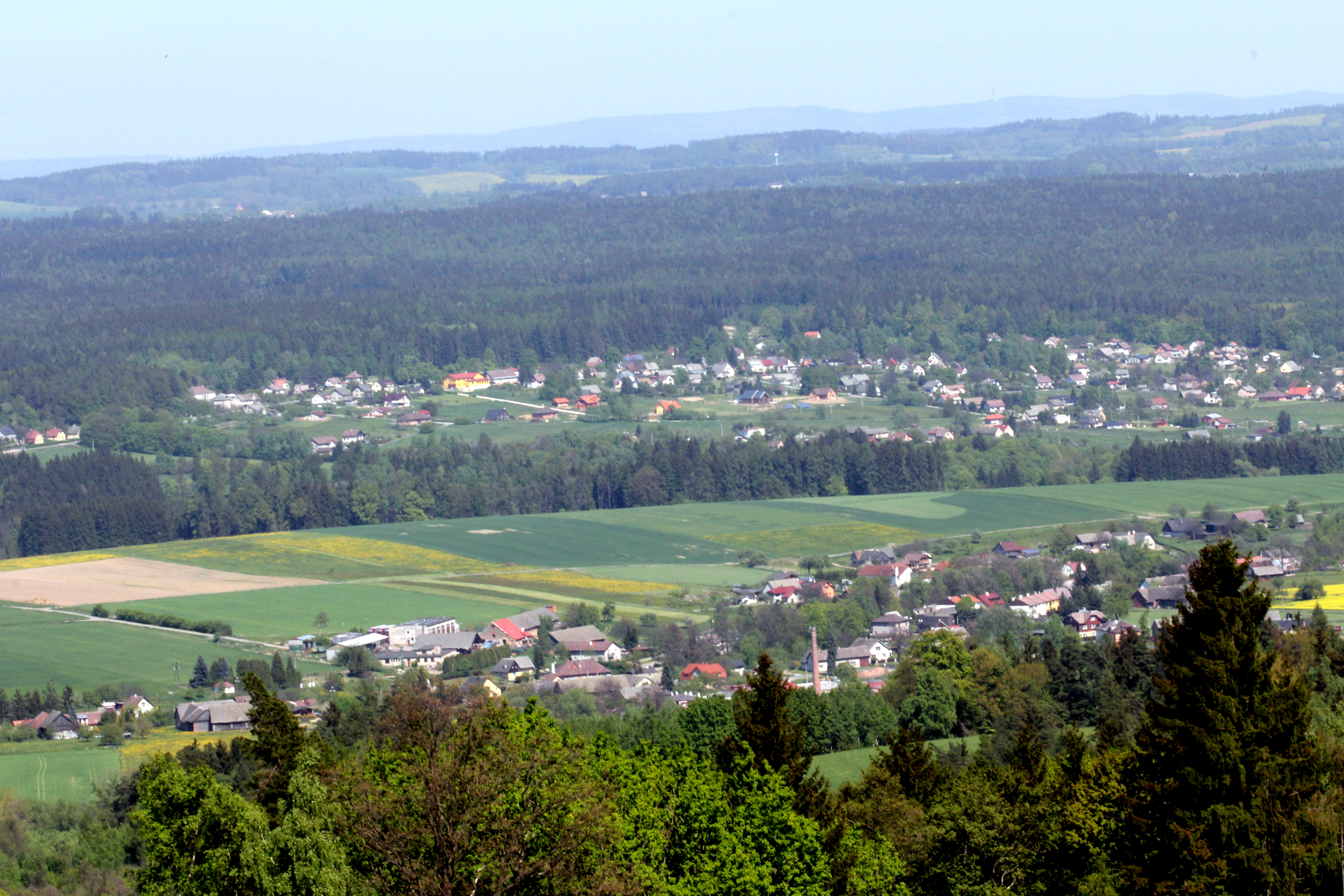
Blick von der Zvičina auf Dolní Brusnice und Nemojov

Dolní Brusnice (deutsch Nieder Prausnitz) ist eine Gemeinde in Tschechien. Sie liegt sieben Kilometer nordwestlich von Dvůr Králové nad Labem und gehört zum Okres Trutnov.

## Geographie
Dolní Brusnice erstreckt sich westlich des Königreichwaldes im Riesengebirgsvorland am Unterlauf des Baches Brusnický potok. Zusammen mit Horní Brusnice bildet der Ort ein sieben Kilometer langes Waldhufendorf. Nördlich erhebt sich der Labská stráň (409 m), im Südosten der Dehtovská horka (525 m) und südwestlich die Zvičina (Switschin, 671 m). Südlich und westlich des Dorfes verläuft die Bahnstrecke Pardubice–Liberec, die nächste Bahnstation ist Bílá Třemešná. Östlich befindet sich die Talsperre Les Království.
Nachbarorte sind Souvrať und Dvoráčky im Norden, Dolní Nemojov und Nový Nemojov im Nordosten, Podháj und Aleje im Osten, Nové Lesy und Bílá Třemešná im Südosten, Březína, Lázně Pod Zvičinou, Třebihošť und Nade Vsí im Süden, Podemladí im Südwesten, Zvičina im Westen sowie Horní Brusnice und  Mostecké Lázně im Nordwesten.

## Geschichte
Die erste schriftliche Erwähnung des zur Deutschordenskommende Miletín gehörigen Dorfes Brussnicz erfolgte 1358. Im Jahre 1396 wurde das Dorf als Brusnycz bezeichnet. Zu den weiteren Besitzern gehörte ab 1522 Jan Trčka von Lípa, der die Herrschaft 1540 an Sigmund Smiřický von Smiřice verkaufte. Im Jahre 1560 erwarb Georg von Waldstein die Herrschaft Miletín. Unter den Herren von Waldstein wurde Brusnycz von Miletín abgetrennt und der Herrschaft Hostinné zugeschlagen. 1594 wurde der Ort Brusniczy Czieskau genannt. Zu dieser Zeit war die Bevölkerung noch überwiegend tschechischsprachig. Nach dem Dreißigjährigen Krieg wurde die Pfarre aufgehoben und die Kirche im Oberdorf dem Dekanat Arnau angeschlossen. Weitere Namensformen waren Brausnice (1654) und Böhmisch Prausnicz (1790). Der Zusatz „Böhmisch“ diente dabei vor allem zur Unterscheidung von dem im Königreichwald gelegenen Dorf Deutsch Prausnitz (Brusnice). Im Jahre 1752 wurde in Böhmisch Prausnitz wieder eine Pfarre eingerichtet, das Niederdorf blieb jedoch nach Weiß Tremeschna gepfarrt. In dieser Zeit bildeten sich auch zwei Dorfgemeinden heraus, Ober- und Nieder Prausnitz, welche aus topographischer Sicht auch weiterhin als ein Dorf Böhmisch Prausnitz / Česka Pruznice betrachtet wurden. Zu Beginn des 19. Jahrhunderts wurde fast überall im Dorf Heimweberei betrieben. Im Jahre 1834 bestand Nieder-Prausnitz / Pruznice dolenj aus 81 Häusern, darunter einer Mühle, und hatte 495 Einwohner. Bis zur Mitte des 19. Jahrhunderts blieb Nieder-Prausnitz immer der Herrschaft Arnau untertänig.
Nach der Aufhebung der Patrimonialherrschaften bildete Nieder Prausnitz / Dolní Brusnice einschließlich der an der Elbe gelegenen Mühle Sýkorník ab 1850 eine Gemeinde im Gerichtsbezirk Arnau bzw. im Bezirk Hohenelbe. 1858 erfolgte der Bau der Eisenbahn zwischen Pardubitz und Reichenberg, die das Dorf südlich und westlich umfuhr, ohne dass eine Bahnstation entstand. Die Grundschule wurde 1880 eingerichtet. Zwischen 1910 und 1920 entstand die Talsperre Les Království, mit der das Elbtal zwischen Dolní Brusnice und Nemojov überflutet wurde. Im Jahre 1930 lebten in der Gemeinde 492 Menschen, 1939 waren es 499 Infolge des Münchner Abkommens wurde Nieder Prausnitz 1938 dem Deutschen Reich angeschlossen und gehörte bis 1945 zum Landkreis Hohenelbe. Nach dem Zweiten Weltkrieg kam der Ort, dessen Einwohnerschaft überwiegend aus Deutschen bestand, zur Tschechoslowakei zurück. Infolge der Vertreibung deutscher Bewohner ging die Einwohnerzahl ab 1946 stark zurück. Ab dem 1. Januar 1949 gehörte Dolní Brusnice zum Okres Dvůr Králové nad Labem. Nach dessen Aufhebung wurde die Gemeinde mit Beginn des Jahres 1961 dem Okres Trutnov zugeordnet. Der Unterricht in der Grundschule wurde 1972 eingestellt. 1975 wurde Dolní Brusnice dem Örtlichen Nationalausschuss (MNV) von Bílá Třemešná angeschlossen und zum 1. Januar 1981 gänzlich eingemeindet. Ende 1980 hatte das Dorf 329 Einwohner. Zwischen 1980 und 1983 erfolgte der Umbau des Schulhauses zum Kindergarten. Mit Beginn des Jahres 1995 löste sich Dolní Brusnice wieder von Bílá Třemešná los und bildete eine eigene Gemeinde.

## Gemeindegliederung
Für die Gemeinde Dolní Brusnice sind keine Ortsteile ausgewiesen. Zu Dolní Brusnice gehören die Ansiedlung Lázně Pod Zvičinou und die Wüstung Sýkorník.

## Sehenswürdigkeiten
- Statue des hl. Johannes von Nepomuk, geschaffen 1836
- Wegekreuz
- Kapelle in Lázně Pod Zvičinou
- Quelle Masarykova studánka an der Zvičina
- Wassermühle
- Talsperre Les Království
- Gezimmerte Chaluppen
- Berg Zvičina mit Raisova chata